# マルホランド・ドライブ
『マルホランド・ドライブ』（Mulholland Drive）は、デイヴィッド・リンチ監督による2001年のアメリカ映画である。ただし制作にあたってフランスの映画配給会社による資本提供を得ている(後述)。第54回カンヌ国際映画祭で監督賞を受賞した。
日本公開時のキャッチコピーは「わたしのあたまはどうかしている」。作者はコピーライターの蛭田瑞穂。

## あらすじ
夜のマルホランド・ドライブ道路で自動車事故が起こる。事故現場から一人生き延びた黒髪の女性は、助けを求めにハリウッドまでたどり着く。女性が偶然潜り込んだ家は、有名な女優ルースの家だった。ルースの姪である女優志望のベティに見つかった黒髪の女性は、部屋に貼られていた女優リタ・ヘイワースのポスターを見て、反射的に「リタ」と名乗った。彼女はベティに自分が事故で記憶喪失になっていると打ち明ける。リタのバッグには大金と青い鍵。ベティはリタの失った記憶を取り戻すことに協力する。

## キャスト
括弧内は日本語吹替
- ベティ・エルムス／ダイアン・セルウィン：ナオミ・ワッツ（山本雅子）
- リタ／カミーラ・ローズ：ローラ・ハリング（高島雅羅）
- ココ（ミセス・ルノワ）／ココ（アダムの母親）：アン・ミラー（久保田民絵）
- アダム・ケシャー：ジャスティン・セロー（森田順平）
- ハーブ：マイケル・クーク（内田直哉）
- スミス：デヴィッド・シュローダー（後藤哲夫）
- レイ：ロバート・カティムス（松井範雄）
- ダービー：マーカス・グレアム（岩崎ひろし）
- ウォーリー：ジェームズ・カレン（北村弘一）
- ウディ・カッツ：チャド・エヴェレット（手塚秀彰）
- クッキー：ジェノ・シルバ（藤本譲）
- ジョー：マーク・ペレグリノ（咲野俊介）
- 魔術師：リチャード・グリーン（廣田行生）
- ドムガード刑事：ブレント・ブリスコー（楠見尚己）
- ハリー・マックナイト刑事：ロバート・フォスター（宗矢樹頼）
- ルース：マヤ・ボンド（定岡小百合）
- ダン：パトリック・フィッシュラー（新垣樽助）
- シンシア：キャサリン・タウン（河内麻友子）
- アイリーン：ジーン・ベイツ（重松朋）
- ロレイン：ロリ・ヒューリング（斎藤恵理）
- ジーン：ビリー・レイ・サイラス（佐藤晴男）
- ウィンキーズのウェイトレス：メリッサ・クライダー（山門久美）
- 12号室の女：ジョハナ・ステイン（倉持良子）
- ルイージ・カスティリアーニ：アンジェロ・バダラメンティ
- ヴィンチェンゾ・カスティリアーニ：ダン・ヘダヤ
- 本人役：レベッカ・デル・リオ
- ニッキー：ミシェル・ヒックス
- ルイーズ・ボナー：リー・グラント
- カミーラ・ローズ：メリッサ・ジョージ

## 作品解説
本来は、アメリカのテレビ局・ABCのテレビシリーズを想定し、リンチが脚本を書き、パイロット版も作成されたが、最終的にABC側に却下されお蔵入りの危機に瀕した。その後、フランスの配給会社Canal Plusが出資し、映画化が決定された。
マルホランド・ドライブは実在する道（自動車道）で、そこからハリウッドが一望に見渡せる。リンチは本作品により「ハリウッドのダークサイドを描きたい」と述べていた。なお、リンチによると、この映画は同じくハリウッドを舞台にした1950年の映画『サンセット大通り』へのオマージュである。
また、イギリス出身の画家・ホックニーは同じく「マルホランド・ドライブ」という題の絵画を発表している。これはハリウッドにある自宅から仕事場への道であるマルホランド・ドライブを走っているときのイメージを表現したやや抽象的な作品であり、空の部分に実際のハリウッドの地図を使うなど前衛的である。

### デイヴィッド・リンチによる10個のヒント
以下は、リンチにより提示された、ストーリーを理解するためのヒントである。映画公開時は、オフィシャルサイトにも掲載されていた。
- 映画の冒頭に、特に注意を払うように。少なくとも2つの手がかりが、クレジットの前に現れている。
- 赤いランプに注目せよ。
- アダム・ケシャーがオーディションを行っている映画のタイトルは? そのタイトルは再度誰かが言及するか？
- 事故はひどいものだった。その事故が起きた場所に注目せよ。
- 誰が鍵をくれたのか？ なぜ？
- バスローブ、灰皿、コーヒーカップに注目せよ。
- クラブ・シレンシオで、彼女たちが感じたこと、気づいたこと、下した結論は？
- カミーラは才能のみで成功を勝ち取ったのか？
- Winkiesの裏にいる男の周囲で起きていることに注目せよ。
- ルース叔母さんはどこにいる？

## 公開
日本での公開時は、チケットの半券を持っていれば1,000円で鑑賞できるリピーターを推奨するキャンペーンが配給会社（コムストック）により行われた。
また、エンドロール終了後に表示されるパスワードを入手すると、日本語版オフィシャルサイトの特別ページに入ることができる特権が与えられ、「謎解き」のヒントを入手することもできた。

## 評価

### リンチ独特の世界観
本作品には、直線的に進行するストーリーが存在しない。現実のシーン、回想のシーン、空想のシーン、夢のシーン、ストーリーに関わりのなさそうな第三者のシーンなどが説明のないままちりばめられているような印象を与えがちである。それが誰の「回想・空想・夢」なのか、果たして「現実のシーン」などあるのかという疑問を通常観客は抱きがちである。
観客は映画・および入手した情報全体から、それぞれ自分なりのストーリーを作り出し、その世界観を解釈することもできるし、或いは幻惑的とも言えるシーン展開に身を任せることも可能である。
こうした手法は、『イレイザーヘッド』 『ブルーベルベット』 『ツイン・ピークス』 『ロスト・ハイウェイ』などの、リンチ自身が脚本を書いている作品から連綿と受け継がれている。その脈絡の無さ、意味不明さを突きつけられた観客が無理矢理にストーリーと世界観を組み立てる事が、「人が無秩序な現実世界を前にして、無理矢理に“世界観”を組み立て、人生を“ストーリー”化する」さまを、映画というメディアに投影しているという解釈も出来る。しかしそれも数ある解釈の一例に過ぎない。
- 英BBCが選んだ「21世紀 最高の映画100本」でベストワンに選ばれている[4]。
- イギリスのエンタメニュースサイトdigital spyの「映画に出てくる名セックスシーンベスト10」で3位に選ばれた[5]。
- 英国映画協会が2022年に発表した「史上最高の映画100本」で8位に[6]、「映画監督が選ぶ史上最高の映画100本」では22位に[7]選ばれた。

## 受賞歴

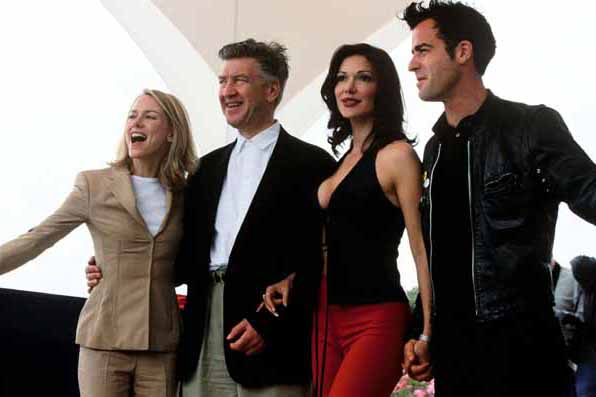
カンヌ国際映画祭での監督・キャスト。

- カンヌ国際映画祭 監督賞（デイヴィッド・リンチ）
- セザール賞 最優秀外国映画賞
- 全米映画批評家協会賞 作品賞
- ニューヨーク映画批評家協会賞 作品賞
- ロサンゼルス映画批評家協会賞 監督賞（デイヴィッド・リンチ）